# توماس كومان
توماس كومان (بالإنجليزية: Tomas Coman)‏ هو منافس ألعاب قوى أيرلندي، ولد في 10 نوفمبر 1979 في ثورلز ‏ في جمهورية أيرلندا.

## وصلات خارجية
- توماس كومان على موقع الاتحاد الدولي لألعاب القوى (الإنجليزية)
- توماس كومان على موقع أوليمبيديا (الإنجليزية)